# Léon Ambard
Léon Ambard (Marsiglia, 16 febbraio 1876 – Parigi, 2 maggio 1962) è stato un medico francese.
Studiò medicina a Parigi dove divenne responsabile del laboratorio presso la facoltà di medicina. Durante la prima guerra mondiale fu medico militare di seconda classe, a partire dal 1919 insegnò farmacologia e nefrologia presso l'università di Strasburgo, su indicazione di Georges Weiss venne nominato professore presso la scuola di Medicina di Strasburgo, divenne membro dell'Académie nationale de médecine nel 1930.
Il suo nome è legato alla determinazione (1910) della cosiddetta costante di Ambard (detta anche formula di Ambard), ossia il rapporto tra urea espulsa in 24 ore e concentrazione della medesima nei vasi sanguigni usata per l'analisi delle funzioni renali.